# Kostel svatého Michala (Uhliská)
Kostel svatého Michala je neoklasicistní stavba ve slovenských Uhliskách. Jedná se o jednolodní stavbu s věží a přistavěnou zákristií. Postaven byl roku 1897. Bohoslužba se zde koná každou neděli.